# Бадді Голлі
Б́адді Го́ллі (англ. Buddy Holly; справжнє ім'я Чарльз Гардін Голлі (Charles Hardin Holley); 7 вересня 1936 — 3 лютого 1959) — американський співак, автор пісень і піонер рок-н-ролу.

## Біографія

### Winter Dance Party Tour і смерть (1959)
Перед туром Голлі відпочивав зі своєю дружиною в Лаббок і відвідав радіостанцію Дженнінгса в грудні 1958 року. Для початку туру Winter Dance Party Tour він зібрав гурт, у якому були Дженнінгс, Еллсап (гітара) та Карл Банч (ударні). Голлі та Дженнінгс вирушили в Нью-Йорк, прибувши 15 січня 1959 року. Дженнінгс залишився у квартирі Голлі у Вашингтон-Сквер-парк на дні до зустрічі, наміченої в штаб-квартирі General Artists Corporation, яка організувала тур. Вони тоді поїхали поїздом до Чикаго, щоб приєднатися до решти гурту.
Тур розпочався у Мілвокі, Вісконсин 23 січня 1959 року. Щоб виграти час для сну і випрати одяг після шоу в Клір Лейк, Айова і уникнути тривалої поїздки на автобусі в Мургед, Міннесота, Голлі зарезервував літак для себе, Річі Веленса, Дженнінгса і Аллсапа. Дженнінгс звільнив своє місце Дж. П. Річардсону (Великому Бопперу), який хворів на грип і скаржився, що автобус був незручний для людини його розміру. 3 лютого 1959 року літак, в якому перебували Бадді Голлі, Річі Валенс і Біг Боппер, не долетів до місця призначення: він потрапив у бурю і розбився на полі за 8 миль до аеропорту. Всі музиканти і пілот загинули. Дон Маклін згодом назвав цю трагедію «Днем, коли померла музика».

## Вплив
Творчість Бадді Голлі справила вплив на ранніх The Beatles і The Beach Boys, нею надихались The Rolling Stones та Боб Ділан, і завдяки йому рок-н-рол 1950-х років отримав поштовх до розвитку. На його пісні створювалися численні кавери. У 1962 році була заснована група британська група The Hollies, названа на його честь. У 1993 році американська група Weezer випустила сингл «Buddy Holly», який став для неї проривним. У фільмі Квентіна Тарантіно «Кримінальне чтиво» офіціант, якого зіграв Стів Бушемі, у ресторані, оформленому в стилі 1950-х років, представився як Бадді Голлі.
Його пісня «Еveryday» була використана в другому сезоні серіалу «Добрі передвісники».

## Дискографія
Представлені тільки американські випуски.

### Сингли
Зазначено оригінальні сингли (перевидання виключені).
| Рік  | Назва                                                | Лейбл     |
| ---- | ---------------------------------------------------- | --------- |
| 1956 | Blue Days, Black Nights / Love Me                    | Decca     |
| 1956 | Modern Don Juan / You Are My One Desire              | Decca     |
| 1957 | That'll Be The Day / I'm Looking For Someone To Love | Brunswick |
| 1957 | Words Of Love / Mailman Bring Me No More Blues       | Coral     |
| 1957 | Rock Around With Ollie Vee                           | —         |
| 1957 | Peggy Sue / Everyday                                 | Coral     |
| 1957 | Oh Boy! / Not Fade Away                              | Brunswick |
| 1958 | I'm Gonna Love You Too / Listen To Me                | Coral     |
| 1958 | Maybe Baby / Tell Me How                             | Brunswick |
| 1958 | Rave On / Take Your Time                             | Coral     |
| 1958 | Think It Over / Fool's Paradise                      | Brunswick |
| 1958 | Girl On My Mind / Ting-A-Ling                        | Decca     |
| 1958 | Early In The Morning / Now We're One                 | Coral     |
| 1958 | It's So Easy / Lonesome Tears                        | Brunswick |
| 1958 | Heartbeat / Well… All Right                          | Coral     |
| 1959 | It Doesn't Matter Anymore / Raining In My Heart      | Coral     |
| 1959 | Peggy Sue Got Married / Crying, Waiting, Hoping      | Coral     |
| 1962 | Reminiscing / Wait 'Til The Sun Shines Nellie        | Coral     |
| 1963 | Brown Eyed Handsome Man / Wishing                    | Coral     |
| 1963 | Bo Diddley / It's Not My Fault                       | Coral     |
| 1969 | Love Is Strange / You're The One                     | Coral     |

### Альбоми
За життя в Бадді Голлі вийшло три студійні альбоми. Після його смерті в 1960-ті рр. вийшло безліч раніше невиданих пісень. У повній дискографії Голлі налічується величезна кількість збірок; тут зазначені найзначніші.
| Рік  | Назва                                                         | Примітки                                                 |
| ---- | ------------------------------------------------------------- | -------------------------------------------------------- |
| 1957 | The «Chirping» Crickets                                       | Студійний альбом                                         |
| 1958 | Buddy Holly                                                   | Студійний альбом                                         |
| 1958 | That'll Be The Day                                            | Студійний альбом                                         |
| 1959 | The Buddy Holly Story                                         | Збірка                                                   |
| 1960 | The Buddy Holly Story, Vol. 2                                 | Збірка                                                   |
| 1962 | Reminiscing                                                   | Збірка пісень, які не були видані раніше                 |
| 1964 | Showcase                                                      | Збірка пісень, які не були видані раніше                 |
| 1965 | Holly In The Hills                                            | Студійний альбом (з Бобом Монтгомери)                    |
| 1969 | Giant                                                         | Збірник пісень, що не були видані раніше                 |
| 1993 | The Buddy Holly Collection                                    | Подвійний збірник (в 2005 році вийшов під назвою «Gold») |
| 1999 | Buddy Holly (20th Century Masters: The Millennium Collection) | Збірник                                                  |

## Мультимедія
«Heartbeat» (1958)ⓘ